# Andrés Sandoval
Pour les articles homonymes, voir Sandoval.
 (mai 2025).
Si vous disposez d'ouvrages ou d'articles de référence ou si vous connaissez des sites web de qualité traitant du thème abordé ici, merci de compléter l'article en donnant les références utiles à sa vérifiabilité et en les liant à la section « Notes et références ».
 (mai 2025).
La mise en forme du texte ne suit pas les recommandations de Wikipédia : il faut le « wikifier ».
Les points d'amélioration suivants sont les cas les plus fréquents. Le détail des points à revoir est peut-être précisé sur la page de discussion.
- Les titres sont pré-formatés par le logiciel. Ils ne sont ni en capitales, ni en gras.
- Le texte ne doit pas être écrit en capitales (les noms de famille non plus), ni en gras, ni en italique, ni en « petit »…
- Le gras n'est utilisé que pour surligner le titre de l'article dans l'introduction, une seule fois.
- L'italique est rarement utilisé : mots en langue étrangère, titres d'œuvres, noms de bateaux, etc.
- Les citations ne sont pas en italique mais en corps de texte normal. Elles sont entourées par des guillemets français : « et ».
- Les listes à puces sont à éviter, des paragraphes rédigés étant largement préférés. Les tableaux sont à réserver à la présentation de données structurées (résultats, etc.).
- Les appels de note de bas de page (petits chiffres en exposant, introduits par l'outil «  Source ») sont à placer entre la fin de phrase et le point final[comme ça].
- Les liens internes (vers d'autres articles de Wikipédia) sont à choisir avec parcimonie. Créez des liens vers des articles approfondissant le sujet. Les termes génériques sans rapport avec le sujet sont à éviter, ainsi que les répétitions de liens vers un même terme.
- Les liens externes sont à placer uniquement dans une section « Liens externes », à la fin de l'article. Ces liens sont à choisir avec parcimonie suivant les règles définies. Si un lien sert de source à l'article, son insertion dans le texte est à faire par les notes de bas de page.
- La présentation des références doit suivre les conventions bibliographiques. Il est recommandé d'utiliser les modèles {{Ouvrage}}, {{Chapitre}}, {{Article}}, {{Lien web}} et/ou {{Bibliographie}}. Le mode d'édition visuel peut mettre en forme automatiquement les références.
- Insérer une infobox (cadre d'informations à droite) n'est pas obligatoire pour parachever la mise en page.

Pour une aide détaillée, merci de consulter Aide:Wikification.
Si vous pensez que ces points ont été résolus, vous pouvez retirer ce bandeau et améliorer la mise en forme d'un autre article.
Andrés Mauricio Sandoval Mejía (Bogota, Cundinamarca, Colombie, 18 novembre 1981) est un acteur colombien, connu pour sa participation à des productions comme Rosario Tijeras, Les poupées de la mafia, Trois Miracles, Cœurs blindés et La reine du flow. Il est également réalisateur.
Il est père de María Emilia et Francesco.

## Biographie
Andrés Sandoval compte plus de 25 ans d'expérience artistique et culturelle. 

### Théâtre
Il a participé à des projets théâtraux comme Voix de Víctor Quesada avec le groupe Exilia2 théâtre, Tue Ton Prochain Comme Toi- Même de Jorge Díaz sous la direction de Pedro Poveda, Luna de Amaranta Osorio réalisé par Alejandro Rodríguez, Ex Antuan de Federico León sous la direction de Rubén di Pietro, entre autres. Il interprète actuellement Œdipe de Sophocle adapté par Rodrigo Rodríguez (théâtre Ditirambo) et se prépare pour jouer Casio dans l'adaptation de Victoria Hernández de l'œuvre Jules César de Shakespeare.

### Séries télévisées
Il a aussi joué dans plusieurs séries et des feuilletons à succès mondial comme La Reine Du Flow , Rosario Tijeras , Trois Miracles, Cœurs Blindés, entre autres. 

### Cinéma
Au cinéma il a interprété les personnages de Miguel dans Perdre Est Gagner Un Peu de Dago García sous la direction de Rodrigo Triana, Man in brown dans Train Station, Sam dans The Owner, deux projets du collectif international The Collab Future Proyect, le Jeune révolutionnaire dans Salue le diable de ma part sous la direction de Juan Felipe Orozco.

### Producteur
Depuis plusieurs années Andrés a montré ses talents d'acteur, réalisateur, scénariste et producteur avec quelques-uns de ses films indépendants. Il dirige actuellement le département de cinéma de la société de production qu'il possède avec son épouse Carolina Bermúdez: MAMUT Productions. 
Andrés a représenté la Colombie au Festival de Cannes avec son court-métrage Zmartwychwstanie (Résurrection) et plus tard dans les projets de long-métrages pour The Collab Feature Proyect au niveau mondial avec The Owner en tant qu'acteur et directeur d'acteurs et Train Station comme acteur et réalisateur, en obtenant de multiples prix parmi lesquels le Guinness Record. Il a aussi fait preuve de capacités comme directeur et scénariste avec certains de ses courts métrages. Il a récemment publié sur son compte Twitter la bande-annonce de sa série L'Effet omega.